# Davidius davidii
Davidius davidii är en trollsländeart. Davidius davidii ingår i släktet Davidius och familjen flodtrollsländor. IUCN kategoriserar arten globalt som livskraftig.

## Underarter
Arten delas in i följande underarter:
- D. d. assamensis
- D. d. davidii
- D. d. shaanxiensis
- D. d. yunnanensis